# 石川ナオト
石川 直人（いしかわ なおと、1974年10月20日 - ）は日本の作曲家、編曲家。アダルトゲームを中心にゲーム音楽を手掛け、同人活動も行っている。
別名にはXacs石川（ざっくすいしかわ）、神居 史原（かみい しはら）、Bugbeardなどがある。

## 来歴
1992年頃から同人活動を開始。1995年海月製作所のプロデューサーに声をかけられプロ活動も開始。その後株式会社テクノソレイユに入社するが約1年後フリーに転向する。また2002年頃より同人サークル「Golden City Factory」の一員として活動、2006年頃からは有限会社Factory Noise&AG（FNAG）に所属。作曲チーム「GyroMix」のチーフコンポーザーを務めた。
FNAG活動停止後、山西利治が設立した株式会社アムーヴに参加するが諸事情により退社。EXELIONを経て現在はフリー。

## 参加作品
※上に挙がっているものほど発売日が新しい作品、詳細は個人サイトに記載あり

### コンシューマゲーム
- オトメディウスG（家庭用版） ※SE担当、ヘルプ
- 桜華 〜心輝かせる桜〜　※全曲
- キャッスルファンタジア～エレンシア戦記～ Plus Stories　※ヘルプ
- Hi☆Paiパラダイス（アーケードゲーム） ※SE担当
- 火焔聖母　※ヘルプ
- TALL TWINS TOWER　※SE担当
- TALL∞　※SE担当
- ガイアシード　※全曲

### パソコンゲーム
- LEGEND SEVEN ～白雪姫と7人の英雄～
- 神聖にして侵すべからず
- ジンコウガクエン
- 恋色空模様
- 聖なるかな外伝・精霊天翔 〜壊れゆく世界の少女たち〜 ※SEも担当
- しろくまベルスターズ♪
- Trample on "Schatten!!" ～かげふみのうた～
- MARIONETTE ZERO
- てとてトライオン!
- マジカライド
- 超昂閃忍ハルカ
- Maria ～天使のキスと悪魔の花嫁～
- 淫シリーズ　※全曲
- 遥かに仰ぎ、麗しの
- MOON STRIKE
- ストーンエイジ2
- PRINCESS WALTZ
- あの街の恋の詩　※ヘルプ
- メティン2　※ヘルプ
- ぼーん・ふりーくす!　※ヘルプ
- 桜華 -おうか-　※全曲
- らぶフェチシリーズ　※全曲
- After...　※SE担当
- MARIONETTE -糸使い-　※全曲
- eye's ONLY
- 花嫁の冠　※全曲
- future ZERO
- 30DAYS
- フォレスト イン ザ ダーク 暗き森に集う夢　※全曲
- ラブ・エスカレーター
- ルーキーズ　※全曲
- パワースレイブ　※全曲

## 関連人物
- 椎名治美
- 樋口秀樹
- 梅本竜